# ESG
ESG — акронім для позначення чинників, на основі яких складаються рейтинги та нефінансові оцінки підприємств, держави та інших організацій. Вони складаються з трьох елементів: E — довкілля (від англ. environment), S — соціальна відповідальність (від англ. social responsibility) та G — управління (від англ. governance). Їх основна мета — надати інвесторам можливість порівняти альтернативні напрямки інвестування на єдиній платформі, проаналізувавши ці три параметри.